# Nemosinga
Nemosinga Caporiacco, 1947 è un genere di ragni appartenente alla famiglia Araneidae.

## Etimologia
Il nome deriva probabilmente dal latino nemo, neminis, cioè nessuno e dall'indonesiano singa, che significa leone.

## Distribuzione
Le due specie oggi note di questo genere sono state rinvenute in Tanzania, endemismi di località diverse.

## Tassonomia
A maggio 2011, si compone di due specie e una sottospecie:
- Nemosinga atra Caporiacco, 1947[2] — Tanzania
  - Nemosinga atra bimaculata Caporiacco, 1947 — Tanzania
- Nemosinga strandi Caporiacco, 1947 — Tanzania